# Duché d'Ayen

Blason des ducs d'Ayen : De gueules, à la bande d'or. L'écu sommé d'une couronne ducale (ni bonnet, ni manteau d'azur car les ducs d'Ayen ne sont pas pairs de France).

Le titre de duc d'Ayen a été créé en 1737 par érection du comté d'Ayen en duché (non pairie) au profit de Louis de Noailles (1713-1793), devenu duc de Noailles en 1766. Les deux titres sont alors « unis, consolidés et incorporés » pour ne former qu'un seul et même duché pairie.
Il est porté ensuite à titre d'attente par l'aîné de la famille de Noailles et héritier présomptif du titre éponyme.
1. 1737-1766 : Louis de Noailles (1713–1793), 1er duc d'Ayen (1737) puis 4e duc de Noailles (1766), maréchal de France ;
2. 1766-1823 : Jean Louis Paul François de Noailles (1739–1824), 2e duc d'Ayen (1766) et 5e duc de Noailles (1793), pair de France (1814), militaire et chimiste, membre de l'Académie des sciences, fils du précédent ;
3. 1823-1826 : Paul de Noailles (1802–1885), « comte de Noailles », 3e duc d'Ayen (1823)[2] et 6e duc de Noailles (1824), historien, membre de l'Académie française, petit-neveu du précédent ;
4. 1826-1885 : Jules Charles Victurnien de Noailles (1826–1895), 4e duc d'Ayen (1826) puis 7e duc de Noailles (1885) ;
5. 1885-1895 : Adrien Maurice Victurnien Mathieu de Noailles (1869–1953), 5e duc d'Ayen (1885) puis 8e duc de Noailles (1895), fils du précédent ;
6. 1895-1945 : Jean Maurice Paul Jules de Noailles (1893-1945), 6e duc d'Ayen (1895), fils du précédent ;
7. 1945-1953 : François Agénor Alexandre Hélie de Noailles (1905-2009), « marquis de Noailles », 7e « duc d'Ayen » (1945)[3] puis 9e duc de Noailles (1953), cousin germain du précédent ;
8. 1953-2009 : Hélie de Noailles (né en 1943), « comte de Noailles », puis 8e duc d'Ayen, puis 10e duc de Noailles, fils du précédent ;
9. 2009- : Emmanuel Paul Louis Marie de Noailles (né en 1983), 9e et actuel duc d'Ayen, fils du précédent ;

## Sources
Jean Baptiste Pierre Jullien de Courcelles, 'Histoire généalogique et héraldique des pairs de France, 1827, p. 75-77.